# Pelagonia (regione storica)

Pelagonia nel nord-ovest della Macedonia

La Pelagonia  (greco: Πελαγονία) era un'antica regione della Macedonia posta a nord-ovest della Bottiea. 

## Storia
Dopo la definitiva conquista romana della regione, successiva alla terza guerra macedone, la regione costituì, insieme all'Epiro, e all'Illiria una delle quattro repubbliche, con capitale Pelagonia, l'attuale Bitola, in cui fu suddivisa la Macedonia. In seguito divenne parte della provincia romana di Macedonia.
Strabone attribuisce alla regione l'appellativo di Tripolitis, cioè "regione con tre città". La città principale era Pelagonia (la moderna Bitola ora nella Repubblica di Macedonia). Altre città importanti erano Andraristus e Stobi.
Nell'antichità la regione era abitata dai Pelagoni (Pelagones in latino), in qualche modo connessi, secondo gli studiosi, ai Pelasgi pregreci.
Oggigiorno, con il termine Pelagonia, s'indica una regione pianeggiante divisa fra la Grecia e la Macedonia del Nord. I principali centri abitati sono le città macedoni di Bitola e Prilep e quella greca di Florina. La regione di Pelagonia è una delle otto regioni statistiche della Repubblica di Macedonia.